# Kispeszek

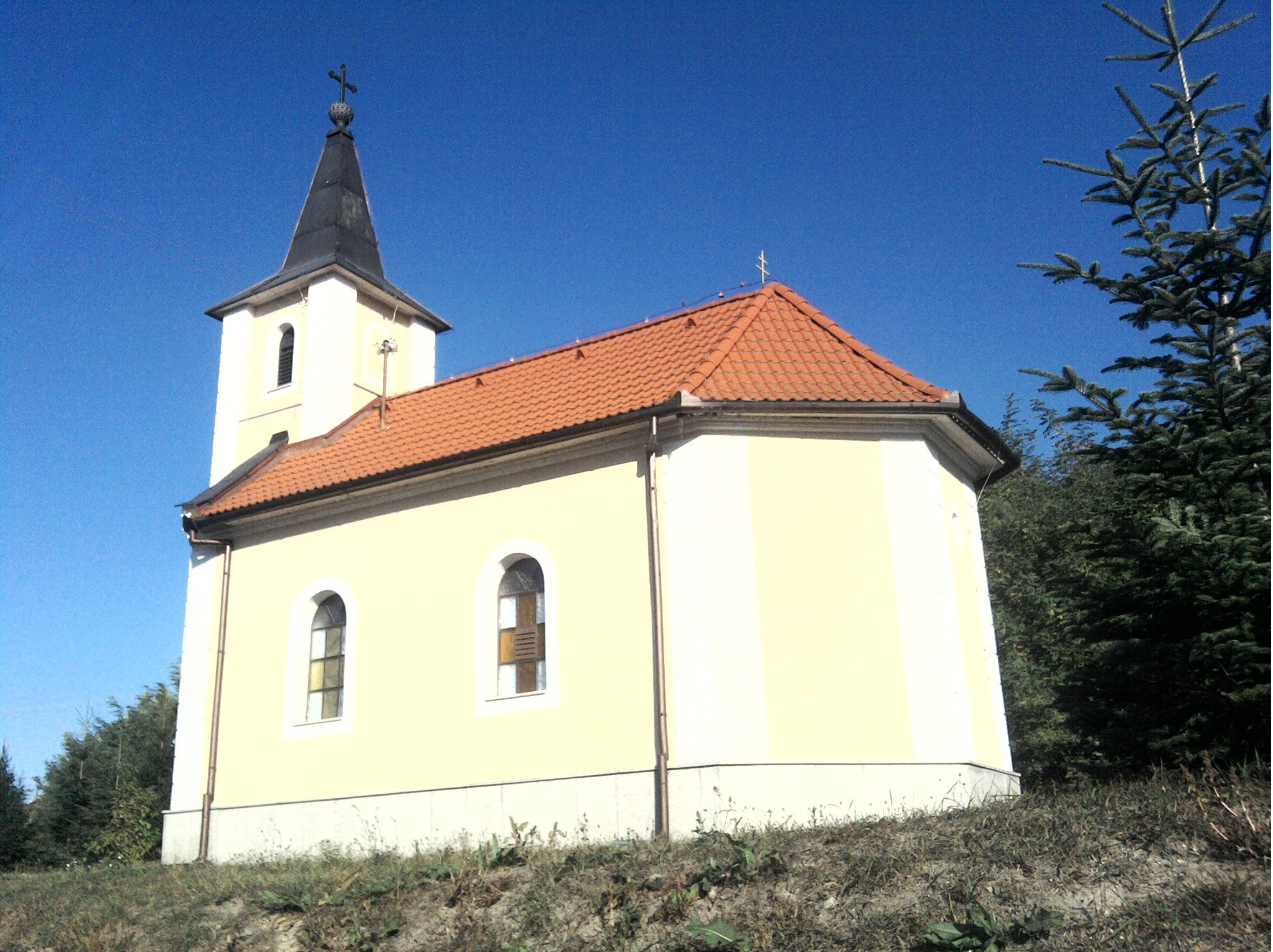
Kispeszeki templom

Kispeszek (szlovákul Malý Pesek) Nemesoroszi településrésze, korábban önálló falu Szlovákiában, a Nyitrai kerület Lévai járásában.

## Fekvése
Lévától 19 km-re, délkeletre fekszik.

## Története
A települést 1324-ben említik először, zselizi nemesek birtoka, majd később a Dessewffy családé és a zselizi uradalomé. 1715-ben 4 adózója volt. 1720-ban említik szőlőskertjét. 1828-ban 13 házában 80 lakos élt, akik főként mezőgazdasággal foglalkoztak.
Vályi András szerint "Nagy Peszek, Kis Peszek. Két falu Hont Vármegyében, Kis Peszeknek földes Ura Gr. Berényi Uraság, fekszik Fűzes Gyarmathoz nem meszsze, mellynek filiája; Nagy Peszeknek pedig földes Ura Gróf Eszterházy Uraság, ez fekszik Nemes Oroszinak szomszédságában, mellynek filiája, lakosai katolikusok, és reformátusok, határbéli földgyeik közép termékenységűek, Kis Peszeknek legelője szoros, fájok van mind a’ kétféle, szőlőhegyei jó borokat teremnek, második osztálybéliek."
Fényes Elek geográfiai szótárában "Kis-Peszek, magyar falu, Honth vmegyében, Bars vmegye szélén a Szikincze vizénél. 63 kath., 2 ev., 12 ref. lak. Szőlőhegy. F. u. többen. Ut. p. Zeliz."  Archiválva 2007. szeptember 27-i dátummal a Wayback Machine-ben
A trianoni békeszerződésig Hont vármegye Vámosmikolai járásához tartozott. 1938 és 1944 között újra Magyarország része volt. 1962-ben csatolták Nemesoroszihoz.

## Népessége
1910-ben 114, túlnyomórészt magyar lakosa volt.
2001-ben Nemesoroszi 595 lakosából 388 szlovák és 194 magyar volt.

## Külső hivatkozások
- Kispeszek Szlovákia térképén
- E-obce.sk Archiválva 2009. július 27-i dátummal a Wayback Machine-ben